# رزیدنت ایول صفر
رزیدنت ایول زیرو (به ژاپنی: バイオハザード0 Baiohazādo Zero) که در ژاپن با نام بایوهزرد ۰ شناخته می‌شود، یک بازی ویدئویی در سبک ترس و بقا است که توسط شرکت کپ‌کام برای کنسول نینتندو گیم‌کیوب در سال ۲۰۰۲ ساخته و منتشر شد. این پنجمین نسخه از مجموعه بازی‌های رزیدنت ایول (با در نظر نگرفتن نسخهٔ اول رزیدنت ایول در گیم‌کیوب به عنوان یک بازی جدا)، پیش‌درآمدی بر قسمت اول رزیدنت ایول و آخرین نسخه قبل از رزیدنت ایول ۴ که از روند اصلی این سری بازی استفاده می‌کرد. در این قسمت بازیکن کنترل دو شخصیت شامل ربکا چمبرز، یکی از افسران گروه استارز و محکومی جنایتکار به نام بیلی کوئن را بدست می‌گیرد و قادر به انتخاب و تعویض بین این دو شخصیت می‌باشد.
یک نسخهٔ بازسازی شده از رزیدنت ایول زیرو در سال ۲۰۰۸ برای کنسول وی عرضه شد، و سپس نسخه‌ای با وضوح بالا با عنوان رزیدنت ایول زیرو اچ‌دی ریمستر در ژانویه ۲۰۱۶، برای مایکروسافت ویندوز، پلی‌استیشن ۳، پلی‌استیشن ۴، ایکس‌باکس ۳۶۰ و ایکس‌باکس وان در دسترس قرار گرفت.

## داستان

### پیش‌زمینه
در سال ۱۹۹۸، و پس از کشف نهایی ویروس تی، اوزول ای اسپنسر دستور قتل دانشمند برجسته شرکت آمبرلا، جیمز مارکوس را صادر کرد. ویلیام برکین و آلبرت وسکر که از شاگردان مارکوس بودند، مأموریت این قتل را برعهده داشتند. آن دو مارکوس را کشتند اما، زالوی ملکه وارد بدن مارکوس شد و مانع از مرگ وی شد. این رخداد از چشم برکین و وسکر پنهان ماند. پس از ده سال و در سال ۱۹۹۸، مارکوس توسط زالوی ملکه، به شکل کامل احیا شد و به تلافی حرکت اوزول ای اسپنسر، تصمیم به انتقام از شرکت آمبرلا گرفت. او بدین منظور، ویروس تی را در کوهستان آرکلی شایع ساخت و رفته رفته این حرکت او، کوهستان را به طغیان کشاند. «کوهستان آرکلی»، مدخل ورودی به شهر راکون و مکانی است عمارت اسپنسر در آن قرار گرفته است. پس از شیوع ویروس تی، موجودات زنده به زامبی تبدیل می‌شدند و رخدادهای ناگواری را برای ساکنان کوهستان آرکلی رقم می‌زدند. این رخدادها، سبب شد تا تیم براووی گروه استارز، به عنوان نخستین تیم، مأمور تحقیقات در رابطه با این رویدادهای ناگوار باشد. آلبرت وسکر که رئیس گروه استارز بود، پیش از این، با ویلیام برکین به توافق رسیده بود تا از آمبرلا جدا شوند و مستقل از این شرکت فعالیت کنند. از این رو، وسکر در این فکر بود تا از انتقام‌گیری مارکوس، به سود خود استفاده کرده و از این شرکت جدا شود. فرستادن تیم براوو و پس از آن تیم آلفا، در جهت رسیدن به این هدف و سنجش مخلوقات ویروس تی، توسط زبده‌ترین افراد بود.
داستان این بازی پیرامون فرستاده شدن تیم براووی گروه استارز به کوهستان آرکلی است. مکانی که ویروس تی نخستین قربانیان خود را به خود آلوده می‌کند. این ویروس توسط دکتر جیمز مارکوس ساخته شده و به منظور انتقام از شرکت آمبرلا، ویروس ساخته شده به دست خودش را در این مکان پخش می‌کند. با پخش شدن ویروس تی در کوهستان آرکلی، ساکنان آن مکان به زامبی تبدیل شدند. ویروس تی نقش بسیار مهمی در شکل‌گیری داستان اصلی این سری داشت. هر جانداری که به این ویروس مبتلا شود، کشته می‌شود و در برابر، جریان الکتریکی ضعیفی را در بدن شخص مبتلا ایجاد می‌کند. این جریان الکتریکی ضعیف سبب به کار افتادن مجدد برخی از سیستم‌های حیاتی بدن می‌شود اما این شخص دیگر یک موجود مرده و بی‌خرد است و فقط سعی می‌کند نیاز خود را به غذا برطرف کند. فقط یک‌بار گزش توسط زامبی‌ها کافی است تا ویروس تی از زامبی به بدن فرد سالم منتقل شود، تا یک زامبی جدید متولد شود. ربکا چمبرز و بیلی کوئن شخصیت‌های اصلی و قابل کنترل در این بازی هستند که سرانجام دکتر مارکوس را نابود می‌کنند.